# Kiyoshi Hatanaka
Kiyoshi Hatanaka (畑中 清詞, Hatanaka Kiyoshi) est un boxeur japonais né le 27 novembre 1967 à Kitanagoya.

## Carrière
Passé professionnel en 1984, il devient champion du Japon des super-mouches en 1987 mais échoue l'année suivante pour le titre mondial WBC de la catégorie face à Gilberto Roman. Hatanaka passe alors en super-coqs et s'empare du titre de champion du monde WBC le 3 février 1991 après sa victoire par arrêt de l'arbitre au 8e round aux dépens de Pedro Ruben Decima. Hatanaka perd en revanche son titre dès le combat suivant le 14 juin 1991 contre Daniel Zaragoza et met un terme à sa carrière sur un bilan de 22 victoires, 2 défaites et 1 match nul.